# Fowa
Fowa is een bestuurslaag in het regentschap Gunungsitoli van de provincie Noord-Sumatra, Indonesië. Fowa telt 460 inwoners (volkstelling 2010).